# Le Mans-i csata
A Le Mans-i csata 1793. december 12. – 13. között zajlott, a vendée-i felkelők és a köztársasági csapatok között. A csata a felkelők teljes vereségével végződött.

## Előzmények
A vesztésre álló vendée-i felkelők fokozatos visszavonulásra kényszerültek a köztársasági csapatok elől. Miután képtelenek voltak átkelni a Loire folyón, kénytelenek voltak folytatni a visszavonulást Le Mans irányába, a köztársasági csapatokkal a nyomukban, akik hatalmas veszteségeket okoztak a vendée-i csapatoknak, amelyek létszáma mintegy 20 000 főre csökkent, velük volt mintegy 15 000 nő, gyermek és sebesült is. Így érkeztek meg Le Mans-ba.

## A csata
December 12-én az első köztársasági csapatok megérkeztek a város kapujába. Időközben a felkelők megpróbálták tőrbe csalni a köztársaságiakat a Le Mans-hoz közeli erdőkben. A köztársaságiakat meg is lepték az erdőből érkező lövések. A seregben kitört a pánik és az összeomlás szélére került, de ekkor megérkezett  Jacques Delaistre de Tilly serege, amely elől a felkelők sürgősen visszavonultak a városba. A köztársasági sereg estére benyomult a városba, legyűrve a vendée-i védősereget. Henri de la Rochejaquelein látva, hogy a csata elveszett, megkezdte a kivonulást a városból, néhány katona azonban továbbra is folytatta a védekezést a városban, míg a francia tüzérség le nem gyűrte őket, tüzet nyitva az épületekre.
A csata mészárlással végződött. A katonák gyerekeket, sebesülteket és nőket mészároltak le. Westermann huszáraival üldözőbe vette a felkelőket, akiknek egy részét sikerült legyilkolnia, de nagy részük sikeresen eljutott Lavalba. Itt a köztársaságiak abbahagyták az üldözést.
Le Mans ostrománál mintegy 5000 felkelő halt meg, a Lavalig folytatott harcokban pedig még mintegy 10 000-en vesztették életüket. A köztársasági csapatok vesztesége mindössze 30 halott, 100 sebesült volt.

## Fordítás
Ez a szócikk részben vagy egészben  a   Battle of Le Mans című angol Wikipédia-szócikk fordításán alapul.  Az eredeti cikk szerkesztőit annak laptörténete sorolja fel. Ez a jelzés csupán a megfogalmazás eredetét és a szerzői jogokat jelzi, nem szolgál a cikkben szereplő információk forrásmegjelöléseként.